# Locotenent Dimitrie Nicolescu
Locotenent Dimitrie Nicolescu – rumuński trałowiec z przełomu XX i XXI wieku, jedna z czterech zbudowanych jednostek typu Locotenent Remus Lepri (w kodzie NATO: Musca). Okręt został zwodowany w 1988 roku w stoczni w Mangalii, a w skład Forțele Navale Române został wcielony w 1989 roku. Nosi numer burtowy 29.
Wyporność pełna okrętu wynosi 790 ton, długość 60,8 m. Napędzają go silniki wysokoprężne pozwalające na osiąganie prędkości 17 węzłów. Uzbrojenie obronne stanowią działka przeciwlotnicze kalibru 30 mm i karabiny maszynowe. Wyposażenie przeciwminowe stanowią komplety trałów o różnym przeznaczeniu.

## Projekt i budowa
Cztery trałowce morskie typu Locotenent Remus Lepri (w kodzie NATO: Musca), zbudowane w drugiej połowie lat 80. XX wieku, były pierwszymi powojennymi trałowcami całkowicie rumuńskiej konstrukcji, większymi od używanych wcześniej okrętów tej klasy. Budowano je w stoczni 2 Maja (Şantierul 2 Mai) w Mangalii. W 1991 roku, po obaleniu rządów komunistycznych, otrzymały nazwy na cześć oficerów marynarki Rumunii.
„Locotenent Dimitrie Nicolescu” był trzecim zbudowanym okrętem typu. Brak jest dostępnych informacji dotyczących położenia stępki, natomiast został wodowany 27 grudnia 1988 roku. Okręt wszedł do służby 3 czerwca 1989 roku. Początkowo okręt nosił jedynie oznaczenie DM29, a w sierpniu 1991 roku nadano mu nazwę „Locotenent Dimitrie Nicolescu” (porucznik Dimitrie Nicolescu) i numer burtowy 29. Nazwa zapisywana jest na burcie skrótowo w formie: „Lt. D. NICOLESCU”. Przydzielono mu znak wywoławczy: YQXR.

## Dane taktyczno-techniczne
Okręt jest trałowcem morskim o wyporności standardowej 660 ton, a pełnej 790 ton. Kadłub jest stalowy. Długość wynosi 60,8 m, szerokość 9,54 m, a zanurzenie 2,8 m. Załogę stanowiło 79 ludzi, w tym 7 oficerów. Napęd stanowią dwa silniki wysokoprężne V12 produkcji ALCO o mocy łącznej 4800 KM, napędzające dwie śruby o stałym skoku. Prędkość maksymalna wynosi 17 węzłów. Zasięg przy prędkości ekonomicznej 10 węzłów wynosi 1500 mil morskich.
Uzbrojenie obronne stanowią cztery radzieckie automatyczne armaty przeciwlotnicze kalibru 30 mm AK-230 w dwóch dwulufowych zamkniętych wieżach na dziobie i rufie, kierowane radarem Rys’. Uzupełniały je cztery stanowiska poczwórnie sprężonych karabinów maszynowych kalibru 14,5 mm. Obronę przeciwlotniczą dopełniały dwie czteroprowadnicowe wyrzutnie Fasta-4M samonaprowadzających się na podczerwień pocisków przeciwlotniczych bliskiego zasięgu 9M-32M Strieła-2M, z zapasem 16 pocisków. Broń przeciw okrętom podwodnym stanowią dwie pięcioprowadnicowe wyrzutnie rakietowych bomb głębinowych RBU-1200 z zapasem 40 bomb RGB-12. Wystrzeliwują one bomby o masie 34 kg na odległość 1200 m. W źródłach zachodnich donoszono o możliwości przenoszenia przez okręty min morskich, ale nie była ona potwierdzona.
Okręty tego typu posiadały komplet trałów pochodzenia radzieckiego do niszczenia różnych rodzajów min: trał kontaktowy BKT, trał elektromagnetyczny TEM-3 i trał akustyczny AT-3. Były wyposażone w radziecką stację hydrolokacyjną Tamir-11. Oprócz radaru artyleryjskiego MR-104 Rys’ na szczycie masztu, okręty miały radar nawigacyjny Kiwacz-2. Okręt nie przechodził większych modernizacji wyposażenia podczas służby (według stanu na 2019 rok).

## Służba

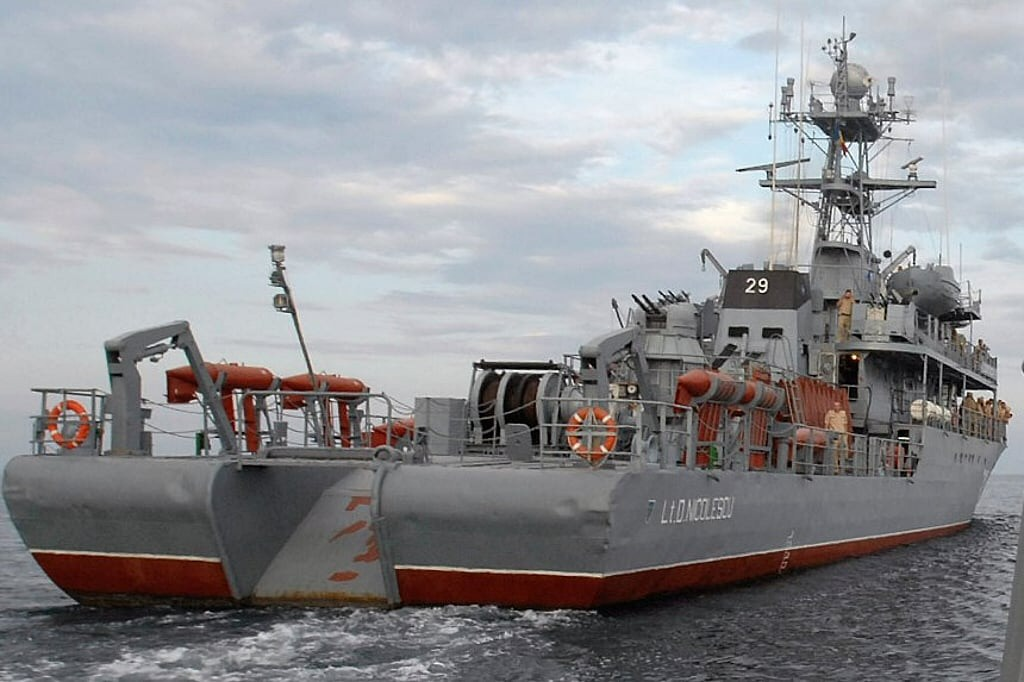
„Locotenent Dimitrie Nicolescu” od rufy, w 2011 roku

„Locotenent Dimitrie Nicolescu” wszedł do służby 3 czerwca 1989 roku, jeszcze w marynarce Socjalistycznej Republiki Rumunii. Początkowo bazował w porcie Midia, wchodząc w skład 176. dywizjonu trałowców morskich (Divizionul 176 Dragoare Maritime) . Wkrótce po oddaniu okrętu do służby doszło jednak do obalenia komunistycznego dyktatora Nicolae Ceaușescu i przemian politycznych w Rumunii, prowadzących do wprowadzenia demokracji i integracji kraju z Zachodem. Trałowce rumuńskie brały następnie udział w międzynarodowych ćwiczeniach na Morzu Czarnym z państwami regionu oraz sojuszu NATO w ramach programu Partnerstwo dla Pokoju . 1 maja 2001 roku „Locotenent Dimitrie Nicolescu” wszedł w skład nowo sformowanego 146. dywizjonu okrętów minowo-rozminowujących (Divizionul 146 Nave Minare-Deminare), a latem 2002 roku przeszedł do nowej bazy w Konstancy . W dniach 5–28 sierpnia 2002 roku uczestniczył w rejsie i ćwiczeniach wielonarodowego zespołu państw czarnomorskich BLACKSEAFOR.
W 2002 roku zadeklarowano osiągnięcie przez „Nicolescu” wraz z bliźniaczym „Sublocotenent Alexandru Axente” zdolności interoperacyjności według standardów NATO w ciągu najbliższych dwóch lat . Okręt był pod tym względem oceniany i certyfikowany przez zespół ewaluacyjny NATO podczas wspólnych ćwiczeń Cooperative Partner w 2004 roku w Warnie . Między 6 a 17 listopada 2006 roku „Locotenent Dimitrie Nicolescu” wziął udział w ćwiczeniach Turkish Minex 06 na Morzu Egejskim z zespołem przeciwminowym NATO SNMCM-2.
Między 28 lutego a 18 marca 2016 roku „Nicolescu” wziął udział w ćwiczeniach Ariadne 2016 w Patras w Grecji, będąc pierwszym rumuńskim okrętem, który przepłynął przez Kanał Koryncki . W kolejnych latach wziął udział m.in. w organizowanych w Rumunii manewrach międzynarodowych Sea Shield w lutym 2017 roku. W marcu 2019 roku z kolei uczestniczył w organizowanych przez Turcję dużych manewrach Mavi Vatan 19 na Morzu Czarnym (wraz z korwetą „Contraamiral Eustațiu Sebastian”).
Podczas inwazji Rosji na Ukrainę 8 września 2022 roku „Nicolescu” został skierowany do zneutralizowania zauważonej dryfującej miny ok. 25 mil morskich na północny wschód od Konstancy. Zamierzano wysadzić minę z pomocą nurków, lecz z powodu złego stanu morza nie można było zwodować łodzi hybrydowej, po czym po zmroku mina uderzyła w trałowiec, uszkadzając go z lewej burty w części rufowej nieco nad linią wodną. Nikt z liczącej w tym rejsie 75 osób załogi nie odniósł obrażeń, a trałowiec zachował pływalność i został odholowany do portu przez holowniki „Grozavul” i „Viteazu”. Uszkodzenia oceniono jako niewielkie. Był to dziewiąty incydent z wykryciem miny po rozpoczęciu pełnoskalowej wojny w Ukrainie.
W dniach 4–9 listopada 2024 roku trałowiec wziął udział w ćwiczeniach NATO Poseidon 24 z Bułgarią i Turcją, w ramach zespołu Black Sea Sea Mine Action Task Force.